# なんで泣く
「なんで泣く」（なんでなく）は、2007年1月1日に発売された天童よしみのシングル。

## 解説
35周年記念シングルとして発売。

## 収録曲
1. なんで泣く (3分23秒)
訳詞：武田こういち、作曲：羅勲児、編曲：竜崎孝路
2. なんで泣く（オリジナル・カラオケ）
3. なんで泣く（一般用メロ入りカラオケ）
4. BAKA (5分8秒)
作詞・作曲：美樹克彦、編曲：竜崎孝路
5. BAKA（オリジナル・カラオケ）